# Hourglass
Hourglass este ce-al doilea album solo al lui Dave Gahan, liderul formației Depeche Mode. A fost lansat in Europa de către Mute pe 22 octombrie 2007 iar în general, albumul a primit recenzii favorabile.

## Lista melodiilor
Toate melodiile au fost scrise de Dave Gahan, Andrew Phillpott and Christian Eigner.
1. "Saw Something" – 5:14
2. "Kingdom" – 4:34
3. "Deeper and Deeper" – 4:34
4. "21 Days" – 4:35
5. "Miracles" – 4:38
6. "Use You" – 4:48
7. "Insoluble" – 4:57
8. "Endless" – 5:47
9. "A Little Lie" – 4:53
10. "Down" – 4:34

## Ediția Bonus
1. "Kingdom" (Digitalism Remix) – 5:36
2. "Deeper and Deeper" (SHRUBBN!! Dub) – 4:43
3. "Use You" (K10K Remix) – 6:03

Ediția DVD
1. "Hourglass - A Short Film" – 17:52
2. "Kingdom" (promotional video) – 4:33
3. "Hourglass - The Studio Sessions" – 20:03
  1. "Saw Something"
  2. "Miracles"
  3. "Kingdom"
  4. "A Little Lie"
4. "Endless from Hourglass. The Studio Sessions" – 3:44

## Format
Acestea sunt formatele in care albumul Hourglass a fost lansat
| Format           | Țară            | Casă de discuri | Data lansării     |
| ---------------- | --------------- | --------------- | ----------------- |
| CD Standard      | Europa          | Mute            | 22 Octombrie,2007 |
| CD Standard      | America de Nord | Virgin          | 23 Octombrie,2007 |
| CD Standard      | Japonia         | Toshiba, EMI    | Octombrie,2007    |
| CD+DVD           | Europa          | Mute            | 22 Octombrie,2007 |
| CD+DVD           | America de Nord | Virgin          | 23 Octombrie,2007 |
| Vinyl + CD Bonus | Europa          | Mute            | 22 Octombrie,2007 |
| Vinyl + CD Bonus | America de Nord | Virgin          | 23 Octombrie,2007 |